# Proof of Youth
Proof of Youth (literalmente en español: Evidencia de Juventud) es el segundo álbum de estudio por el grupo inglés The Go! Team. Fue lanzado el 10 de septiembre de 2007 en el Reino Unido y un día después en los Estados Unidos.

## Historia
El álbum incluye varios géneros de música, incluyendo indie rock, hip-hop y dance. Fue precedido por dos sencillos: "Grip Like a Vice", lanzado el 9 de julio de 2007, y "Doing It Right", lanzado la semana anterior al álbum. 
Proof of Youth abarca contribuciones vocales de Marina Ribatski (de Bonde do Role) y Solex, además de los Double Dutch Divas. Otras personas que cantan en el álbum son Rappers Delight Club y Chuck D de Public Enemy en "Flashlight Fight".

## Lista de canciones
1. "Grip Like a Vice"
2. "Doing It Right"
3. "Titanic Vandalism"
4. "Fake ID"
5. "Universal Speech"
6. "Keys To The City"
7. "The Wrath Of Marcie"
8. "I Never Needed It Now So Much"
9. "Flashlight Fight"
10. "Patricia's Moving Picture"

### CD Bonus
1. "Milk Crisis" - 2:48
2. "Willow's Song" - 4:26
3. "A Version of Myself" - 2:32
4. "Bull in the Heather" - 3:04
5. "Grip Like a Vice (Black Affair Remix)" - 3:57
6. "Grip Like a Vice (Burnt Clay Remix)" - 12:23